# Союз (баскетбольный клуб)
«Союз» — российский мужской баскетбольный клуб из г. Заречный, Пензенская область.

## История
Баскетбольный клуб «Союз» основан в 1997 году на базе команды ШВСМ ЦСК ВВС (Самара), в сезонах 1994—1997 гг. выступавшей в чемпионатах России Высшей лиги, являясь фарм-клубом команды Суперлиги ЦСК ВВС.
В августе 1997 г. команда ШВСМ ЦСК ВВС переезжает в г. Заречный и переименовывается в «Союз», становясь фарм-клубом созданного в том же году (на базе ЦСК ВВС) тульского «Арсенала».
В сезоне 1999/2000 гг. Президентом клуба становится Олег Климанов и «Союз» становится самостоятельным клубом. Команду тренирует Олег Ким, далее его эстафету принимает молодой тренер Рыщенков Алексей. Некоторое время наставником команды являлся Александр Имаев. С 2005 главным тренером был Мостовщиков Сергей, который в команде со дня её основания сначала как ведущий игрок команды.
В сезоне 2013/2014 главным тренером БК "Союз" становится Александр Дранков. Сергей Мостовщиков занимает пост генерального менеджера. 
С сезона 2015/2016 главным тренером команды становится её бывший игрок Олег Филин.  
Честь клуба в разные годы в чемпионатах России защищали Пахутко Андрей, Киселев Олег, Тимофеев Сергей, Жуканенко Юрий, Кириллов Юрий, Владимир Ким, Баранов Олег, Зеленский Геннадий, Ядгар Каримов, Долопчи Андрей, Игумнов Олег, Савенков Александр, Пивцайкин Дмитрий, Ульянко Павел.